# Sky Uno
Sky Uno (česky Sky Jedna) je italský zábavní televizní kanál, který byl založen na myšlence nyní nevysílajícího kanálu, zaměřeného na reality show SKY Vivo, obou vlastněných a vysílaných na SKY Italia. Tento kanál zahájil své vysílání 1. dubna 2009 v platformě Sky Italia na pozici 109. Jeho o hodinu posunutá verze - Sky Uno +1 zahájila vysílání 21. dubna 2009, 20. října 2010 přešel kanál na vysílání ve formátu 16 : 9. V současné době je připravována HD verze kanálu, která by měla zaháhjit vysílání v prosinci 2011.

## Pořady
| - 10 Years Younger (US) - America's Got Talent - America's Next Top Model - Beverly Hills 90210 - Crossing Jordan - Late Show with David Letterman - Extreme Makeover: Home Edition - Gli Sgommati - Hell's Kitchen - Hung - Italia's Next Top Model - Kath & Kim - Make Me a Supermodel - Providence - Rita Rocks - Sei più bravo di un ragazzino di 5ª? - Top Chef | - 10 Years Younger (UK) - American Idol - Amici di Maria De Filippi - Assenza di segnale - Boy Meets Boy - Celebrity Survivor - Colin and Justin's Home Heist - Don't Forget the Lyrics! - Fiorello Show - Gay, Straight or Taken? - Grande Fratello - My Bare Lady - Oprah's Big Give - La Talpa - Shock Treatment - Stylista - The Biggest Loser - The First 48 - The L Word - The Office - Vuoi ballare con me? - Wild at Heart - Un Paso Adelante - Work Out | - X Factor |

## Uvaděči
- Natasha Stefanenko
- Ilaria D'Amico
- Marco Berry
- Francesco Matano
- Simona Ventura
- Alessandro Cattelan